# الخط الزمني للحرب الأهلية السورية (مايو–أغسطس 2018)
فيما يلي الجدول الزمني من للحرب الأهلية السورية من أيار/مايو إلى آب/أغسطس عام 2018. هذا الخط الزمني هو عبارة عن معلومات تجميعية ضحايا الحرب الأهلية السورية ولما حصل خلال هذه الفترة.

## أيار/مايو 2018

### 1 أيار/مايو
- أعلن قوات التحالف بقيادة الولايات المتحدة عن «عمليات التحرير النهائي لمعاقل داعش في سوريا»، تضمّن إعلان الولايات المتحدة نقطة مهمة وهي ضرورة «تحرير السكان من داعش وضمان عدم استغلالهم من قبل نظام الأسد أو داعميه الإيرانيين».[1][2]

### 3 أيار/مايو
- جمّدت الولايات المتحدة تمويل الخوذ البيضاء.[3][4]

### 7 أيار/مايو
- نفذ سلاح الجو الإسرائيلي ضربات جوية ضد عددٍ من مستودعات الصواريخ التي يُرجح أنها تعود إلى للحرس الثوري في الكسوة. نجمَ عن الضربات مقتل تسعة أشخاص.[5]

### 10 أيار/مايو
- استهداف قوات الدفاع الإسرائيلية لمنشآت عسكرية تابعة للحرس الثوري الإيراني في سوريا وذلك بعد إطلاق 20 صاروخًا إيرانيًا باتجاه مواقع في غرب مرتفعات الجولان.[6]

### 16 أيار/مايو
- بعد اتفاق مع الثوار،[7] قام الجيش العربي السوري بالاستيلاء على نحو 1200 كيلومتر مربع في منطقة شمال حمص-جنوب حماة التي كانت تحت السيطرة الثوار.[8]

### 21 أيار / مايو
- بعد رحيل 1600 من مُقاتلي الدولة الإسلامية في العراق والشام وأسرهم من الحجر الأسود ومخيم اليرموك؛ تمكنت القوات الحكومية من استعادة كامل السيطرة على ضواحي وريف دمشق وذلك للمرة الأولى منذ ما يقرب من سبع سنوات. تلى ذلك إجلاء مقاتلي داعش نحو شرق الصحراء السورية.[9][10][11]

## حزيران / يونيه 2018

### 1 حزيران/يونيو
- غارات جوية من قبل التحالف الدولي بقيادة الولايات المتحدة تُخلّف ما لا يقل عن مقتل 16 مدنيا بما في ذلك النساء والأطفال.[12]

### 11 حزيران/يونيو
- أفادت وكالات الأنباء أن عشرات اللاجئين العراقيين قد قتلوا بعد هجوم جوي للولايات المتحدة على مدرسة في شمال شرق سوريا.[13]

### 12 حزيران/يونيو
- ذكرت ساهر أن ما لا يقل عن 13 مدنيا قد قُتلوا على يد التحالف الدولي بقيادة الولايات المتحدة خلال ضربات متفرقة في سوريا.[14]

### 22 حزيران/يونيو
- إعلان الحكومة السورية عن هجوم جنوب سوريا في الجزء الشرقي من محافظة درعا الجنوبية.[15]

### 24 حزيران/يونيو
- إعلان «صادم» لحكومة الولايات المتحدة بخصوص قوات الثوار في درعا؛ حيث حذرتهم وتلا ذلك إعلان عن عدم تقديم أي دعم عسكري لهم مهما حصل.[16]

## تموز/يوليو 2018

### 6 تموز/يوليو
- نتيجة هجوم جنوب سوريا الذي بدأ في حزيران/يونيو؛ الجيش السوري المدعوم من القوات الروسية والإيرانية وباقي الميليشيات الشيعية الطائفية يتمكن من الوصول إلى الحدود مع الأردن كما يستولي على مركز نصيب الحدودي.[17][18]

### 12 تموز/يوليو
- مقتل 30 مدنيا في شرق سوريا وبالتحديد في محافظة دير الزور وذلك بعد غارة جوية نفذها التحالف الذي تقوده الولايات المتحدة حسب مصادر تابعة للحكومة السورية.[19] تمّ الاعتراف بالحادث مبدئيا من قبل الجيش الأمريكي.[20]

### 24 تموز/يوليو
- قوات الدفاع الإسرائيلية تعترضُ مقاتلة سوخوي سورية عبرت ميل واحد المجال الجوي الإسرائيلي. تبيّن فيما بعد أن الجيش الإسرائيلي قد أطلق النار على الطائرة باستخدام اثنين من صواريخ باتريوت.[21]

### 31 تموز/يوليو
- مهاجمة القوات البرية الملكية الأردنية لِعناصر من تنظيم الدولة الإسلامية بالقرب من الحدود الأردنية في وادي اليرموك.[22]

## آب/أغسطس 2018

### 1 آب/أغسطس
- بعدَ انهيار فصائل الثوار في جنوب سوريا وتوقعات بهجوم مستقبلي على محافظة إدلب. إعلان فصائل من الجيش الحر عن تحالف جديد حمل اسم جبهة التحرير الوطنية.[23]

### 2 آب/أغسطس
- انتقاد روسيا للولايات المتحدة بسبب عدم تقديم أي مساعدات من أجل محاربة الجماعة الإرهابية وعلى رأسها تنظيم الدولة الإسلامية (داعش) في سوريا.[24]